# Reprezentacja Oksytanii w piłce nożnej mężczyzn
Reprezentacja Oksytanii w piłce nożnej nie jest członkiem FIFA ani UEFA. Zrzesza ona mówiących językiem oksytańskim mieszkańców Francji, Włoch i Hiszpanii, w szczególności zamieszkujących francuski region Prowansję.
Drużyna brała udział w VIVA World Cup 2006, gdzie zajęła 3. miejsce (na 4 zespoły biorące udział w turnieju) rozgrywając 3 mecze: z Laponią (0–7), Monako (2–3) i Kamerunem Południowym (3-0).

## Kadra
(Stan na 2009)
- Aymeric Amiel - Canet (DH)
- Jordan Amiel - Canet (DH)
- Marc Ballue - Béziers (DH)
- Alexis Beaude -Portiragnes (DHR)
- Nicolas Cayetano - Béziers (DH)
- Sandy Cayetano - Béziers (DH)
- Julien Cantier - Canet (DH)
- Nicolas Desachy - Montfort (PH)
- Remi Duchene - Lattes (DH)
- Kevin Foussereau - Le Pontet (DH)
- Johann Genieys
- Jimmy Leban - Canet (DH)
- Cédric Long - Aix en Provence (PH)
- Boris Massare - Agde (CFA)
- Anthony Meunier - Canet (DH)
- Christophe Mouysset - Agde (DH)
- Boris Naumcevski - Agde (DH)
- Sébastien Picard - Argeles (DHR)
- Fred Nadau - Lescar (District)
- Remi Veziat - Béziers (DH)

źródło: